# Arcola Theatre
Das Arcola Theatre ist ein Londoner Theater im Stadtteil Hackney. Es wurde im Jahr 2000 gegründet und ist seitdem Schauplatz zahlreicher Produktionen von Prosawerken, Musicals und Opern.

## Geschichte
Das Arcola Theatre wurde im September 2000 vom künstlerischen Leiter Mehmet Ergen und der Produzentin Leyla Nazli gegründet.
Der ursprüngliche Standort war eine ehemalige Textilfabrik in der Arcola Street in Dalston. Das Theater feierte dies mit seiner fünfjährigen Jubiläumsproduktion „The Factory Girls“ von Frank McGuinness. Im Januar 2011 zog das Arcola in eine ehemalige Farbenfabrik in der Ashwin Street in Dalston um, nachdem sein früherer Vermieter das Gelände in der Arcola Street für die Sanierung als Wohnungen vorgesehen hatte. Den Anfang machte die Uraufführung von „The Painter“, einem Stück über J. M. W. Turner von Rebecca Lenkiewicz.
Seit 2007 zielt das Green Arcola-Projekt darauf ab, Arcola zum weltweit ersten CO2-neutralen Theater zu machen.
Das Theatergebäude beherbergt zwei Studiotheaterräume, zwei Probestudios und eine Café-Bar. Im Jahr 2021 eröffnete das Theater Arcola Outside, ebenfalls in der Ashwin Street.